# Актайское (озеро)
Актайское — озеро в Свердловской области России. Располагается на северной окраине территории Нижнетуринского городского округа. Исток реки Исток. Относится к бассейну Туры.
Находится в лесной болотистой местности на высоте 209,4 м над уровнем моря, в 8 км юго-юго-восточнее посёлка Старая Ляля. Округлой формы. Площадь — 0,6 км² (по другим данным — 0,45 км²). Берега заболоченные. Подвержено зарастанию. С южной стороны вытекает река Исток, впадающая в Большой Актай.
Водится рыба.

## Данные водного реестра
По данным государственного водного реестра России относится к Иртышскому бассейновому округу, водохозяйственный участок — Тура от истока до впадения реки Тагил, речной подбассейн — Тобол. Речной бассейн — Иртыш.
Код объекта в государственном водном реестре — 14010501211111200010550